# Заремба Сигізмунд Владиславович
Сигізму́нд Владисла́вович Зарем́ба (нар. 30 травня (11 червня) 1861, Житомир — 14 (27) листопада 1915) — український диригент, композитор, музичний критик і піаніст польського походження.

## Життєпис
Закінчив юридичний факультет Київського університету, вчився грати на віолончелі приватно. Музичну освіту здобув самотужки — навчався у батька — композитора, піаніста і педагога Владислава Івановича Заремби, також у автора першого в Україні підручника з гармонії Андрія Казбирюка.
Працював директором музичного училища у Воронезькому відділенні Російського музичного товариства в 1896—1901 роках, організовував симфонічні концерти — вперше в Воронежі під його керівництвом виконана Шоста симфонія Чайковського, з 1901 року — в Петербурзі.
Є автором:
- «Слов'янського танку і полонезу» для симфонічного оркестру,
- симфонічної картини «Сфінкс»,
- сюїти для камерного оркестру,
- струнного квінтету, вокальних і фортепіанних творів,
- обробок українських народних пісень,
- цикл пісень «Ганя».